# Neusser Bürger-Schützenfest
Das Neusser Bürger-Schützenfest ist das Schützenfest der Stadt Neuss am Rhein. Es wird jährlich am letzten Augustwochenende ausgerichtet. Mit mehr als 7700 marschierenden Schützen und Musikern (ca. 1600 Musiker) ist es zwar kleiner als das Schützenfest Hannover, gilt aber als das weltweit größte Schützenfest, das von einem einzigen Schützenverein organisiert wird und bei dem keine Gastzüge aus anderen Städten teilnehmen. Im Jahr 2018 wurde die Rekordzahl von über 7700 Marschierern erreicht. Das Schützenfest ist mit seiner Königsparade, den Festzügen, dem Königsschießen sowie etlichen Begleitveranstaltungen ein gesellschaftlicher Höhepunkt in Neuss sowie der näheren und weiteren Umgebung und zieht bis zu einer Million Besucher an. Rekordjahr war das Jahr 2007 mit 1,5 Millionen Besuchern.

## Das Regiment
Hatte das Schützenfest im Mittelalter noch einen militärischen Charakter, stehen heute die Traditionspflege, gewisse Disziplin, aber auch der gesellige Aspekt im Vordergrund. Daher tragen die Schützen Uniformen, zu denen allerdings lediglich Gewehrattrappen gehören.
Das Regiment umfasst 2016 7.684 aktive, d. h. marschierende, Schützen und Musiker. Es wird in mehrere Korps unterteilt, die jeweils eigene Uniformen tragen. Das Schützenfest wird über den Neusser Bürger-Schützen-Verein organisiert, in dem alle Schützen Mitglied sind. Dem Neusser Bürger-Schützen-Verein steht ein 10- bis 12-köpfiges Komitee vor, zu dem auch der Oberst gehört. Nach außen wird das Schützenfest von einem Schützenkönig repräsentiert, der jedes Jahr durch ein Vogelschießen ermittelt wird. Um die Königswürde kann sich jeder Schütze bewerben, allerdings ist sie mit beträchtlichem finanziellem und zeitlichem Aufwand, auch für die Gattin des Schützenkönigs, verbunden. Der König gehört nicht dem Komitee an.

## Die Korps
Das Regiment unterteilt sich in insgesamt 10 Korps, die im Laufe der Zeit entstanden. Zwei Korps, das Grenadierkorps und das Jägerkorps, nehmen bereits seit der Gründung des Schützenfestes 1823 teil.
Einheitliche Regelung ist, dass nur unbescholtene männliche Bürger (ab 16 Jahren, sowie teilweise auch jünger) die aktive und passive Mitgliedschaft im Neusser-Bürger-Schützen-Verein erwerben können.
Die Korps haben jeweils eigene Uniformen, so dass die Festzüge abwechslungsreich sind und nicht alle Schützen einheitlich angezogen sind. Bis auf die Edelknaben, die Sappeure, die Scheibenschützen, die Artillerie und das Reiter-Corps sind alle Korps in Züge mit etwa 15 bis 30 Mann unterteilt.

### Das Neusser Sappeur Korps von 1830
Die Sappeure stellen mit 20 Mann ein kleines Korps. Sie tragen einen blauen Waffenrock, darüber eine weiße Lederschürze, eine hohe Mütze mit einer rot-weißen Bürste darauf sowie ein Beil, da damals die Sappeure die vorderste Einheit waren, welche auf feindliche Barrikaden stürmte und sie mit Beilen zertrümmerte, wobei die Schürzen die Uniform schützten. Seit 1830 gehen sie bei jedem Umzug dem Regiment voran. Während der Schützenfesttage stellen sie als Ehrengarde außerdem Wachposten an den Aufenthaltsorten des Schützenkönigs und des Reitersiegers.

### Das Neusser Grenadierkorps von 1823
Die Grenadiere nahmen bereits an dem ersten Schützenfest 1823 teil. Sie tragen eine weiße Hose, ein weißes Hemd, eine weiße Fliege sowie einen schwarzen Frack oder schwarzen Cut mit schwarzer Weste oder schwarzer Bauchbinde und einen schwarzen Zylinder. Die Offiziere tragen dagegen anstatt des Fracks einen blauen Uniformrock und einen Zweispitzhut mit Federbausch, den sogenannten Bonaparte, sowie einen Löwenkopfsäbel. Die Grenadiere stellten 2011 das zweitgrößte Korps.

### Das Edelknaben-Korps von 1835
Das Edelknaben-Korps bietet Jungen ab schon 7 Jahren die Möglichkeit, am Schützenfest teilzunehmen. Andere Korps im Neusser Schützenregiment sehen eine Beteiligung zwar auch vor, allerdings in kleineren Zahlen und in leicht höherem Alter. Die Uniform der Edelknaben besteht aus einer schwarzen Jacke mit diagonal darüber gelegter rot-weißer Schärpe, einer kurzen schwarzen Hose aus Samt, weißen Kniestrümpfen und schwarzen Schuhen. Die Kappe der Edelknaben wird von einem rot-weißen Pompon verziert. Die Edelknaben tragen einen Säbel und gehen in ihrer Entstehung wohl auf die Zeit und u. a. auf den Brauch zurück, als weißgekleidete Mädchen die Kutsche des Königs begleiteten und Blumen auf den Weg streuten.
Die Gründung des Edelknaben-Korps wird auf 1835 datiert, das Datum kann jedoch nicht genau verifiziert werden, sondern ist lediglich mit der frühesten Quittung über den Kauf von Uniformen belegt. Die Edelknaben gehen bei der Königsparade dem Schützenkönig mit Komitee und Ehrengästen als Ehrengeleit voran und marschieren bei den Umzügen vor der Kutsche des Königs.

### Das Neusser Jägerkorps von 1823
Das Jägerkorps wurde wie das Grenadierkorps bereits 1823 gegründet und war lange Zeit das größte Korps. Heute belegt das Korps mit knapp 800 Schützen den vierten Rang. Die Jäger tragen einen grünen Waffenrock, eine weiße Hose und einen grünen Hut. An der linken Seite eines jeden Zuges trägt ein Schütze (Höness genannt) ein riesiges Trinkhorn, das mit Blumen geschmückt ist.

### Die Neusser Schützenlust 1864/1950
Die Schützenlust gibt es seit 1864 oder 1868 (so wurden früher auf Urkunden und Orden 1868 als Gründungsdatum benutzt, danach 1864), sie ging 1930 mangels Nachwuchs und Ablehnung gegenüber des Nationalsozialismus ein und wurde 1950 auf Initiative des Komitees wiederbegründet. Die Schützenlust trägt einen mattgrünen zweireihig geknöpften Rock mit dunkelgrünen Kragen, eine weiße Hose und einen grünen Hut mit dunkelgrüner Hutkordel mit Korpsabzeichen.
Bis 2011 von der Zahl kleiner als die Grenadiere, stellt die Schützenlust seit 2011 das größte Korps.

### St.-Hubertus-Schützen-Gesellschaft Neuss 1899
Die St.-Hubertus-Schützen-Gesellschaft wurde 1899 als Bruderschaft zu Ehren des Heiligen Hubertus von Lüttich gegründet. Die Hubertusschützen tragen einen grünen Rock, eine schwarze Hose und einen schwarzen Hut mit grünem Band sowie mehreren Hahnenfedern. Sie tragen, ähnlich wie das Jägerkorps, je Zugreihe ein blumengeschmücktes Horn. Die Hubertusschützen stellen mit etwas mehr als 800 Schützen das drittgrößte Korps.
Auch die Hubertus-Schützen erlebten nach dem Zweiten Weltkrieg einen personellen Niedergang. Auf Initiative des Komitees erfuhr die Gesellschaft jedoch eine Neubelebung im Jahre 1953.
Auch bei den St.-Hubertus-Schützen besteht die Möglichkeit, in jüngerem Alter bereits am Schützenfest und am Vereinsleben teilzunehmen. So können Jungen, die in etwa das elfte Lebensjahr erreicht haben, im Zug der Bogenschützen teilnehmen und diesem bis zum 16. Lebensjahr angehören und dann in einen Zug einsteigen.
Neben den Scheibenschützen ist die St-Hubertus-Schützen-Gesellschaft die einzige Bruderschaft im Regiment. Sie gehört dem Bund historischer deutscher Schützenbruderschaften an.
Die Hubertus-Schützen feiern (normalerweise) am ersten Sonntag jedes Novembers den Patronatstag zu Ehren des Hl. Hubertus. Dabei gibt es ein Hochamt in St. Marien, einen Marsch zur Stadthalle, einen Festkommers, Königsschießen, Königsproklamation, Fackelzug und einen Zapfenstreich.

### Die Schützengilde Neuss von 1850/1961 e. V.
Die Schützengilde existierte bereits 1850 bis 1891 und wurde 1961 wiederbegründet, bevor man 1962 erstmals wieder „über den Markt“ marschierte. Die Gilde wurde wiederbegründet, da die konservativen Kreise der neubegründeten Hubertusschützen keine Mehrheit waren und sich somit abspalteten, um diesem Problem gerecht zu werden. Da nur einst bestehende Korps begründet werden dürfen, wählte man, nachdem der Stadtarchivar die Existenz der früheren Gilde zweifelsfrei nachweisen konnte, dieses Korps. Die Schützen der Gilde tragen einen hellgrünen Rock, eine schwarze Hose und einen hellgrünen Hut mit weißer Feder. Mit 42 Zügen und insgesamt ca. 737 Schützen (stand 2024 aktuellen Programmheft des NBSV) sind auch sie ein sogenanntes kleines Korps mit 12,2 % Schützenbeteiligung.
Auch hier können bereits Kinder am Schützenfest teilnehmen. So existiert der Zug „Gildeknappen“, wo Jungen im Bereich von 8 bis 12 Jahren mitmarschieren.

### Der Zug der Neusser Scheibenschützen-Gesellschaft von 1415
Die Geschichte der Scheibenschützen geht auf die Sebastianusbruderschaft zurück, die bereits 1415 Schießwettbewerbe austrug. Von dieser Bruderschaft wird der Zug gestellt. Die Scheibenschützen nehmen seit 1920 regelmäßig mit diesem Zug am Schützenfest teil. Dabei marschieren die über 120 Schützen in drei Reihen. Sie tragen eine graue Jacke und eine schwarze Hose, dazu einen Schützenhut. Als besondere Ehrerbietung vor dem König ziehen sämtliche Scheibenschützen beim Defilee auf ein Zeichen hin gleichzeitig den Hut.

### Das Neusser Artillerie-Corps 1854
Das Artillerie-Corps wurde 1851 gegründet, darf aber erst seit 1854 am Neusser Schützenfest teilnehmen. Im Korps finden sich Artilleristen zu Fuß und zu Pferde. Blickfang des Artillerie-Corps ist eine Protze mit Kanone, die von sechs Kaltblütern gezogen wird.

### Das Neusser Reitercorps 1828
Das Reiterkorps wurde 1828 gegründet. Die Reiter tragen einen schwarzen Reitfrack, darunter eine Rot-Weiße Schärpe. Die Reiter bilden das Ende des Festzuges. Während des Schützenfestes finden sogenannte Ringstechen statt, bei denen die Reiter im Galopp auf aufgehängte Ringe zureiten und probieren, diese mit einer Art Miniaturausgabe einer Lanze zu treffen. Am Schützenfestdienstag wird nach diesem Verfahren der Reitersieger ermittelt, welcher mit dem König beim Krönungsball gekrönt wird.

## Festablauf
Die Eckpfeiler des Schützenfestes sind die Königsparade, die Festzüge und das Königsschießen. Daneben gibt es ein umfangreiches Rahmenprogramm. Das Schützenfest findet am Wochenende des letzten Sonntags im August statt. Es beginnt samstags und endet dienstags. Die begleitende Kirmes wird bereits am Freitagnachmittag um 17.00 Uhr durch den traditionellen Fassanstich eröffnet.
Das Schützenfest beginnt offiziell samstags um 12.00 Uhr mit dem Donnern der Geschütze, dem Hissen der Fahnen an den Gebäuden der Stadt und dem Geläut des Quirinus-Münsters.
Um 17:00 Uhr findet auf dem Marktplatz vor dem Rathaus das Totengedenken statt. Unmittelbar danach spielen die Tambourkorps unter den Klängen des „Freut Euch des Lebens“ auf (Reveille) und beginnen mit einem Sternmarsch durch die Stadt.
Abends findet dann mit dem Fackelzug der erste Zug statt. Dazu tragen die Schützen Fackeln statt ihrer Gewehrattrappen und einen dunklen Anzug anstelle der Uniform. Einzelne Züge bauen Großfackeln zu Themen ihrer Wahl, die auf Wagen durch die Stadt geschoben werden. Diese Großfackeln sind die Attraktion des Fackelzuges. Es werden etwa 85–95 Großfackeln gebaut.
Sonntagvormittags findet die Parade zu Ehren des Schützenkönigs statt, bei der das Regiment auf dem Markt am König und am Komitee vorbeizieht. Nicht selten sind auch hochrangige Ehrengäste anwesend. So war 2010 der damalige Bundesminister des Innern Thomas de Maizière vertreten. Die Parade am Sonntagvormittag wurde bis 2018 live im 3. Fernsehprogramm des WDR übertragen. Es folgen Festzüge der Schützen durch die Stadt, und zwar sonntagnachmittags, montagnachmittags und montagabends, sowie dienstagnachmittags und dienstagabends.
Nach dem Festzug am Dienstagnachmittag wird auf der Festwiese der neue Schützenkönig ermittelt. Die Schützen, die sich um die Königswürde bewerben, schießen reihum auf einen Holzklotz (den sog. „Vogel“), der auf einer Stange befestigt ist. Der Holzklotz ist einfach zu treffen, man braucht aber trotzdem etwa 20 bis 40 Schüsse mit einer Bockbüchse, um den Klotz zu zerlegen. Dadurch hängt die Königswürde mehr vom Glück als von den Schießkünsten der Bewerber ab.
Nach dem Königsschießen findet im Festzelt auf der Schützenwiese der offizielle „Große Zapfenstreich“ statt.
Er wird in jährlich wechselnder Reihenfolge durch das 1. Neusser Regimentstambourkorps 1904, das Neusser Tambourkorps „In Treue fest“ 1968 und das Neusser Regiments- und Bundes-Tambourkorps Novesia 1912 zusammen mit dem Musikverein Holzheim 1956 intoniert. Das Tambourkorps und die Musikkapelle marschieren dazu mit dem Marsch des Yorck'schen Korps (1813) von Ludwig van Beethoven unter Begleitung des Neusser Sappeurkorps von 1830 in das Festzelt ein.
Abends erfolgt dann ein letzter Festzug (der sog. „Wackelzug“) mit Tanz auf den Straßen durch die Stadt. Teilweise „schmücken“ die Schützen ihre Uniformen oder überlegen sich Einlagen für den Zug. Manche Schützen haben sich schon am Nachmittag Rosen besorgt, die sie beim Abendumzug den am Straßenrand zuschauenden Damen, den „Nüsser Röskes“, überreichen. Als Dank fordern sie von diesen dann einen Tanz, welcher gern gewährt wird. Am Ende des Zuges steht ein Vorbeimarsch am neuen König.
Gegen 24.00 Uhr findet auf dem Münsterplatz der „Große Zapfenstreich“ des Zuges der Neusser Scheibenschützen-Gesellschaft von 1415 statt. Er ist somit keine offizielle Veranstaltung des Neusser Bürger-Schützen-Vereins. Jedoch nehmen auch das Komitee, der neue Schützenkönig und einige Züge der Neusser Schützenlust hieran teil. Das Tambourcorps „Deutschmeister Köln“ 1951 Roggendorf/Thenhoven und die Vereinigte Jägerkapelle Straberg 1926 ziehen mit dem Marsch des Yorck'schen Korps (1813) von Ludwig van Beethoven auf. Als Serenaden erklingen ein gemeinsam gespielter Armeemarsch, wie der Mussinan-Marsch von Carl Carl, der Alexandermarsch von Andreas Leonhardt oder der König-Ludwig-II.-Marsch von Georg Seifert sowie Des Großen Kurfürsten Reitermarsch von Cuno Graf von Moltke, den die Vereinigte Jägerkapelle Straberg alleine vorträgt. Mit Pechfackeln, Fahnenabordnungen, Kesselpauken, Nationalhymne und dem abschließenden Geläut der Glocken des Quirinusmünsters gilt er für viele als der würdige Abschluss eines gelungenen Schützenfestes.
Abschließend findet noch ein Feuerwerk statt.

### Sonstige Veranstaltungen
Während des Schützenfestes finden Sonntag und Montagabend nach den Festzügen die Bälle der verschiedenen Korps statt, beispielsweise sonntags die Bälle der Grenadiere und der Schützenlust und montags der Ball der Jäger. Außerdem besteht in der ganzen Stadt ein reichhaltiges Angebot an Partys.

### Veranstaltungen außerhalb des Schützenfestes
Sechs Wochen vor dem Schützenfest findet die „Versammlung der Bürger und Bürgerssöhne“ statt. Ein Festredner stellt dabei die entscheidende Frage, ob auch in diesem Jahr wieder Schützenfest gefeiert werden soll. Die versammelten Bürger und Schützen antworten mit einem lauten „Zoch, Zoch!“, und somit das Schützenfest akzeptieren.
Drei Wochen vor dem Schützenfest wird samstags der Oberst gewählt (Oberstehrenabend). Anschließend findet ein Umzug in Anzug und mit Pechfackeln durch Teile der Stadt zu Ehren des Obersts statt.
Zwei Wochen vor dem Schützenfest findet samstags der Königsehrenabend statt. Dabei bekommt der Schützenkönig die Möglichkeit, an Schützen seiner Wahl Orden zu verteilen. Anschließend findet, ähnlich wie am Oberstehrenabend, ein Umzug zu Ehren des Königs statt.
Am Wochenende nach dem Schützenfest findet samstags der Krönungsball statt, wo dem neuen König die Königswürde verliehen wird. Dabei ziehen die Chagrierten (Offiziere der Züge) zuerst zum Zeughaus, wo sie nach einer Pause mit König in Richtung Stadthalle zur Krönungszeremonie ziehen.

## Geschichte

### Gründung
Bereits im Mittelalter hielten viele Städte jährliche Wehr- und Schießübungen ab, damit ihre Bürger im Krisenfall die Freiheit der Stadt verteidigen konnten. Die älteste überlieferte Organisation, die in Neuss solche Übungen abhielt, war die Sebastianus-Bruderschaft von 1415.
Das Schützenfest in der heutigen Form geht aber auf das Jahr 1823 zurück. Nach dem Ende der französischen Besatzung unter Napoléon Bonaparte bat die Neusser Junggesellen-Sodalität um die Genehmigung, parallel zur bereits existierenden Bartholomäuskirmes ein Vogelschießen sowie einen Festumzug abhalten zu dürfen.
Die Veranstaltung zählte etwa 100 Teilnehmer, 1824 waren es bereits 135. In den folgenden Jahrzehnten entwickelten sich die heute bekannten Strukturen: 1833 wurde ein Komitee gewählt, das mit der Ausrichtung des Schützenfestes beauftragt wird, 1840 wurde die Königsparade in das Festprogramm aufgenommen. Mehr und mehr strukturierte sich das Regiment in die heute noch bekannten Korps. 1901 wurde nach der Einführung des Bürgerlichen Gesetzbuches der Neusser Bürger-Schützen-Verein in das Vereinsregister eingetragen.

### Erster und Zweiter Weltkrieg
Noch am 25. Juli 1914 beschloss man, das Schützenfest trotz des drohenden Ersten Weltkrieges stattfinden zu lassen, allerdings begann bereits am 1. August die Mobilmachung, so dass das Fest in jenem Jahr und den folgenden ausfiel.
1920 erhielt man eine Genehmigung der Besatzungsbehörde, das Fest wieder auszurichten, jedoch sah die internationale Presse darin eine „Sehnsucht nach Revanche, ein Wiederaufflackern des Militarismus“. Das Schützenfest wurde 1923 und 1924 verboten und erst 1925, eine Woche vor dem eigentlichen Termin, von der belgischen Besatzungsmacht wieder erlaubt. 1927 wurde das 100-jährige Jubiläum, das eigentlich auf 1923 gefallen wäre, mit über 1200 Marschierern nachgefeiert.
Im Zeichen der Wirtschaftskrise ließ man das Schützenfest 1931 ausfallen, konnte es in den Folgejahren aber wieder feiern. Man geriet aber mit den herrschenden Nationalsozialisten aneinander. So verlangte der NS-Kreisleiter 1937 vergeblich, dass die Neusser Geistlichen nicht zur Parade in das Rathaus eingeladen werden dürften. Zugnamen mit religiösem Motiv (Münsterchor, Dreikönigenchor) wurden verboten. 1939 feierte man das letzte Schützenfest vor dem Zweiten Weltkrieg, bereits am Donnerstag danach verließen die ersten Militärtransportzüge Düsseldorf. Ein neuer König war 1939 nicht mehr ausgeschossen worden, so dass der Amtsinhaber Robert Lonnes erst 1948 einen Nachfolger fand. Er war damit der König mit der längsten Amtszeit in der Geschichte des Neusser Bürger-Schützen-Festes.

### Nach dem Zweiten Weltkrieg
1947 zogen Neusser Schützen in einem Schweigemarsch vom Rathaus zum Quirinus-Münster durch die Ruinen der Stadt, erst 1948 wurde wieder ein König ausgeschossen. Ein Schützenfest mit vier Festtagen findet aber erst seit 1949 wieder statt.

## Liste der Schützenkönige seit 1950
| Name                    | Jahr      | Corps            |
| ----------------------- | --------- | ---------------- |
| S.M. Bernhard I.        | 1950/1951 | Jäger            |
| S.M. Carl Arthur I.     | 1951/1952 | Jäger            |
| S.M. Arthur I.          | 1952/1953 | Grenadiere       |
| S.M. Ernst I.           | 1953/1954 | N/A              |
| S.M. Hermann Wilhelm I. | 1954/1955 | N/A              |
| S.M. Josef VII.         | 1955/1956 | N/A              |
| S.M. Josef VIII.        | 1956/1957 | Schützenlust     |
| S.M. Bruno I.           | 1957/1958 | Hubertusschützen |
| S.M. Peter Wilhelm I.   | 1958/1959 | Schützenlust     |
| S.M. Joseph IX.         | 1959/1960 | Scheibenschützen |
| S.M. Karl VIII.         | 1960/1961 | Hubertusschützen |
| S.M. Bernd II.          | 1961/1962 | Scheibenschützen |
| S.M. Heinrich XII.      | 1962/1963 | Jäger            |
| S.M. Christian IV.      | 1963/1964 | N/A              |
| S.M. Hermann VI.        | 1964/1965 | N/A              |
| S.M. Gert I.            | 1965/1966 | Schützenlust     |
| S.M. Hanns I.           | 1966/1967 | Grenadiere       |
| S.M. Hans II.           | 1967/1968 | Grenadiere       |
| S.M. Norbert I.         | 1968/1969 | Schützenlust     |
| S.M. Helmut I.          | 1969/1970 | Scheibenschützen |
| S.M. Mathias I.         | 1970/1971 | Hubertusschützen |
| S.M. Heinz Günther I.   | 1971/1972 | Schützenlust     |
| S.M. Alfred I.          | 1972/1973 | Schützengilde    |
| S.M. Karl IX.           | 1973/1974 | Schützenlust     |
| S.M. Gerd IV.           | 1974/1975 | N/A              |
| S.M. Alexander I.       | 1975/1976 | Hubertusschützen |
| S.M. Willy XI.          | 1976/1977 | N/A              |
| S.M. Hermann Josef I.   | 1977/1978 | Grenadiere       |
| S.M. Heinz Peter I.     | 1978/1979 | Jäger            |
| S.M. Helmut II.         | 1979/1980 | Scheibenschützen |
| S.M. Herbert I.         | 1980/1981 | Schützenlust     |
| S.M. Hans III.          | 1981/1982 | Schützengilde    |
| S.M. Rainer I.          | 1982/1983 | Hubertusschützen |
| S.M. Siegfried I.       | 1983/1984 | Schützenlust     |
| S.M. Holger I.          | 1984/1985 | Jäger            |
| S.M. Toni I.            | 1985/1986 | Schützenlust     |

| Name                   | Jahr      | Corps            |
| ---------------------- | --------- | ---------------- |
| S.M. Josef X.          | 1986/1987 | Jäger            |
| S.M. Werner II.        | 1987/1988 | Jäger            |
| S.M. Werner III.       | 1988/1989 | Schützenlust     |
| S.M. Horst I.          | 1989/1990 | Scheibenschützen |
| S.M. Thomas I.         | 1990/1991 | Grenadiere       |
| S.M. Jakob III.        | 1991/1992 | Grenadiere       |
| S.M. Hans-Dieter I.    | 1992/1993 | Scheibenschützen |
| S.M. Christian V.      | 1993/1994 | Grenadiere       |
| S.M. Bernhard III.     | 1994/1995 | Jäger            |
| S.M. Hans IV.          | 1995/1996 | Hubertusschützen |
| S.M. Erich I.          | 1996/1997 | Grenadiere       |
| S.M. Heinz-Willi I.    | 1997/1998 | Grenadiere       |
| S.M. Adi I.            | 1998/1999 | Schützengilde    |
| S.M. Dieter I.         | 1999/2000 | Scheibenschützen |
| S.M. Hans-Josef I.     | 2000/2001 | Schützenlust     |
| S.M. Franz-Josef I.    | 2001/2002 | Schützenlust     |
| S.M. Josef XI.         | 2002/2003 | Jäger            |
| S.M. Marco I.          | 2003/2004 | Grenadiere       |
| S.M. Günter I.         | 2004/2005 | Sappeure         |
| S.M. Karl-Theo I.      | 2005/2006 | Schützenlust     |
| S.M. Mario I.          | 2006/2007 | Schützenlust     |
| S.M. Horst II.         | 2007/2008 | Grenadiere       |
| S.M. Hermann-Josef II. | 2008/2009 | Grenadiere       |
| S.M. Joachim I.        | 2009/2010 | Schützenlust     |
| S.M. Werner IV.        | 2010/2011 | Scheibenschützen |
| S.M. Rainer II.        | 2011/2012 | Grenadiere       |
| S.M. Jörg I.           | 2012/2013 | Schützenlust     |
| S.M. Rainer III.       | 2013/2014 | Hubertusschützen |
| S.M. Markus I.         | 2014/2015 | Scheibenschützen |
| S.M. Gerd Philipp I.   | 2015/2016 | Schützenlust     |
| S.M. Christoph I.      | 2016/2017 | Schützenlust     |
| S.M. Georg I.          | 2017/2018 | Schützenlust     |
| S.M. Bruno II.         | 2018/2019 | Schützengilde    |
| S.M. Kurt I.           | 2019/2022 | Schützenlust     |
| S.M. Marc I.           | 2022/2023 | Grenadiere       |
| S.M. Christoph II.     | 2023/2024 | Schützenlust     |
| S.M. Bert I.           | 2024/2025 | Grenadiere       |

## Besonderheiten
An drei Seiten des Rathausturmes ist eine sogenannte „Schützenampel“ installiert. Diese dient den vielen Schützen zur Orientierung beim Aufmarsch. Wird die Ampel beim Start der Umzüge von rot auf grün gestellt, wissen die Schützen auf den weiter entfernten Antreteplätzen, dass es für sie bald losgeht. Diese Ampel war bereits Thema in der Sendung „Genial Daneben“ auf Sat.1.
Zwischen dem Rathaus am Ende des Marktes ist die „Schützenuhr“ installiert. Diese wurde vom König Gerd-Philipp I. Sassenrath den Schützen im Jahr 2016/2017 gespendet und zeigt die Anzahl der Tage, Stunden und Minuten an und zeigt am Beginn des Schützenfestes mit dem Kanonendonner bis zum Ende ein „Gaudete“ (lat. für „Freut euch!“).
Da das Neusser Regiment mehr als 7000 Schützen hat, müsste ihm – militärisch gesehen – ein General vorstehen. In Neuss wird das Regiment dennoch „nur“ von einem Oberst angeführt.